# SMS Panther (ágyúnaszád)
Az SMS Panther a Kaiserliche Marine egyik Iltis-osztályú ágyúnaszádja volt, melyet testvérhajóihoz (Iltis, Jaguar, Tiger, Luchs, Eber) hasonlóan külhoni szolgálatra osztottak be.
A Panther a második marokkói válság idején, az úgynevezett „Párducugrás” révén vált ismertté, mikor 1911-ben a krízis idején szén vételezéséhez Agadir kikötőjében vetett horgonyt és ezzel Franciaországban és Nagy-Britanniában a német intervenciótól való indokolatlan félelmeket gerjesztett.
Az ágyúnaszád nem összekeverendő a Császári és Királyi Haditengerészetnél hasonló névvel (Panther) szolgálatot teljesítő cirkálóval.

## Szolgálata
A Panther 1902. március 15-én az Iltis-osztály ötödik egységeként állították szolgálatba. A próbajáratok utáni első szolgálati útja a düsseldorfi ipari kiállításra tett látogatás volt 1902. június 7-én. a Sleipner futárhajó társaságában. A Kaiserliche Marine egyik hadihajójának felbukkanása ilyen távol a tengertől nagy érdeklődést váltott ki a látogatók körében és ezért az itt tartózkodását július 3-ig meghosszabbították. Visszatérőben a Rajnán lenek hajózva kétnapos látogatást tett Duisburgba is, így csak július 13-án ért vissza Wilhelmshavenbe. Július 31-én indult útnak a számára kijelölt amerikai állomáshelyére és 1902. augusztus 30-án érkezett meg az akkor még dán fennhatóság alatti Saint Thomasra. Közvetlenül ezután már katonai hadműveletekben vett részt.

### Markomannia-incidens

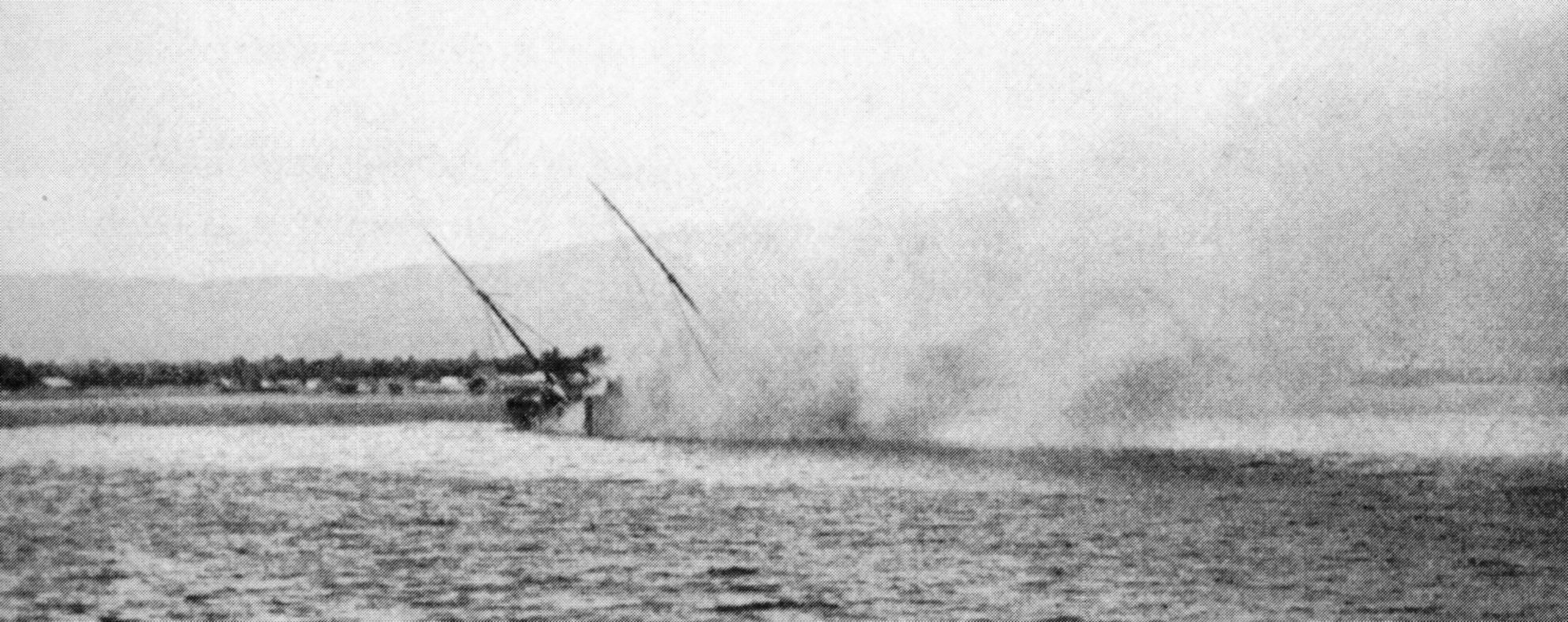
A Crete-à-Pierrot süllyedőben

1902 szeptemberében, miután a haiti felkelők kezén lévő Crête-à-Pierrot ágyúnaszád elfogta a kormányzat számára fegyvereket szállító Markomannia HAPAG-gőzöst, Németország a Panthert Haitihoz irányította. A Panther megtalálta a lázadók hajóját, mire Killick tengernagy evakuáltatta azt és felrobbantatta mikor már a német ágyúnaszád tűz alá vette. Némi aggodalmat keltett a Monroe-doktrinát szem előtt tartó Egyesült Államok esetleges válaszreakciója, de annak ellenére, hogy az elsüllyesztést jogilag „illegálisnak és excesszívnek” írták le (abból a – téves – feltevésből kiindulva, hogy a Panther lövedékei okozták a hajó pusztulását), az Egyesült Államok külügyminisztériuma helyeselte a fellépést. A New York Times szerint „Németországnak nagyon is jogában állt rendet tennie a saját számlájára”

### Szolgálat az amerikai állomáshelyen

#### Második venezuelai krízis
A haiti helyzet enyhülése után 1902 októberében az ágyúnaszád 160 tengeri mérföldnyire felhajózott az Orinoco folyón Ciudad Bolívarig. Ezt követően tovább éleződött a konfliktus Németország és Venezuela között. December 16-án a német hajókat a Kelet-amerikai Cirkálódivízióba vonták össze, hogy hatékonyabb és feszesebb vezetés alatt álljanak. A Vineta cirkáló (Großer Kreuzer) parancsnoka, Scheder sorhajókapitány lett a divízió vezetője (a Kommodore). December 20-án a brit kormányzat elrendelte a venezuelai kikötők blokádját, melyhez Németország és Olaszország is csatlakozott. A nemzetközi kötelékek főparancsnoka Archibald Douglas altengernagy, a zászlóshajó pedig a Ariadne lett. A blokádban német részről a Vineta mellett a Gazelle és Falke könnyűcirkálók, a Panther ágyúnaszád, az egykori cirkálófregattok, ám jelenleg iskolahajóként szolgáló Charlotte és Stosch valamint a lefoglalt venezuelai Restaurador ágyúnaszád vettek részt. Ezeken felül a Sibiria HAPAG-gőzöst alkalmazták szénszállítónk. 1903. január 4-én német partraszálló csapatok megszállták a Puerto Cabello kikötőjét és az itt lévő hajókat. 
Ezt követően a Panther Maracaibohoz hajózott. A Maracaibo-tavat a tengerrel összekötő sekély vízen nagyobb hajók csak a San Carlost a Zapara-szigettel összekötő szoroson lehetett áthaladni és a homokpadok közti haladáshoz egy helyi révkalauz segítségét kellett igénybe venni. Mikor a Panther ezen a veszélyes területen haladt át, az erődből tüzet nyitottak rá. Az ágyúnaszád viszonozta a tüzet, de a sekély víz korlátozta lövegeinek hatékonyságát. Manuel Quevedo és Carlos José Cárdenas tüzéreknek sikerült több találatot is elérniük az ágyúnaszádon 8 cm-es Krupp-ágyújukkal jelentős károkat okozva. Fél órai tűzharc után az elülső 10,5 cm-es ágyújának elakadása miatt a Panther visszavonult. Helyét a Vineta vette át, 20 darab 21 cm-es lövedéket valamint 86 darab 15 cm-es lövedéket kilőve az erődre. Ellenállást ők már nem tapasztaltak, mivel az erődöt menekülésszerűen elhagyták a védők. Ezt követően a konfliktusnak diplomáciai úton hamar véget vetettek.

#### Itajahy-incidens
1903 áprilisában Newport News-ban javításokat végeztek rajta, majd az amerikai állomáshely rajával 1903 júliusában tette az első látogatását Kanadába. 1904 tavaszán Newport News-ban átfogó javításokon esett át. 1905. november 27-én került sor az Itajahy-incidensre Dél-Brazíliában. Ott egy matróz az egyik utazóval nagy ivászatot rendezett, majd dezertált. A német legénységből többen a partra mentek – néhányan civil ruházatban – és a helyi hatóságok beleegyezése nélkül a dezertőr keresésére indultak, megtalálása után pedig visszavitték az ágyúnaszádra. A sajtóban megjelent írások, miszerint az illetőt elrabolták és erőszak alkalmazásával kihallgatták, ellentétben állt az érintett német diplomaták előtt vallomásával. Ez az eset lett az első „Panther-affér” („Caso Panther“). A brazil követ panaszt tett az eset miatt a külügyminisztériumnál a hajó parancsnokára, von Saurma-Jeltsch grófra. A brazil Almirante Barroso cirkálót utasították a Panther szemmel tartására. A brazil közvélemény egy része ebben az időben tartott a Német Birodalom befolyásának túl nagy megnövekedésétől, különösen az ország déli részén letelepedő német kivándorlók által.
Az időközben az állomáshelyéről már önálló egységként tevékenykedő Panther 1906 februárjában a Río de la Platához, majd innen felhajózva a Río Paranán és a Río Paraguayon Asunción közelébe ért, ahol a hajó parancsnoka látogatást tett a paraguayi államelnöknél. Az ágyúnaszád ezt követően ismét áthajózott állomáshelyének területén északra tartva és májusban a Szent Lőrinc-folyón felhajózva Montréalba ért. 1906 decemberében a Bremen könnyűcirkálóval sikertelenül próbálkozott a zátonyra futott Prinzessin Victoria Luise HAPAG-kirándulóhajó kimentésével. 1907. augusztus 5-én a Panther elhagyta az amerikai állomáshelyet, hogy a számára kijelölt új helyére, az afrikai állomáshelyre hajózzon át.

### Szolgálat az Afrikai állomáshelyen

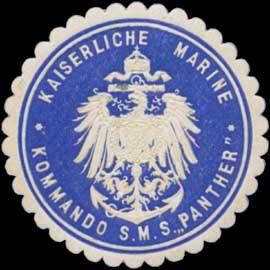
Az ágyúnaszád parancsnoki pecsétje

A Panther 1907. szeptember 3-án érte el Las Palmas de Gran Canariát és ezzel új állomáshelyének körzetét, mely az afrikai német birtokok között, Togótól és Kameruntól, le egészen Német Délnyugat-Afrikáig, a mai Namíbiáig terjedt. Az ágyúnaszád az állomáshelyén belül ingázott, méréseket végzett főként Kamerunban, a javítási és karbantartási munkálatokat pedig rendszerint Fokvárosban végeztette el. 1910. október 9-én Kribi előtt az egyik csónakja felborult és a balesetben legénységének hat tagja vesztette életét. 1911-ben a Kamerunban állomásozott és már előző év során tervezték hazahívását Németországba a nagyjavítások elvégzéséhez.

#### Az „Agadiri Párducugrás”
A hazafelé vezető hosszú úton szükséges volt szenet vételezni és a korábban bevett gyakorlatnak megfelelően ezt Marokkóban tervezte elvégezni. A haditengerészet vezérkara 1911. március 8-ai érdeklődésére, hogy a Panther hazaútja során Casablanca vagy Mogador kikötőjét érintse, a külügyminisztérium (Auswertiges Amt) ezek helyett az ország déli részén lévő Agadirt ajánlotta a szénfelvétel elvégzéséhez, mely kikötő messze volt a franciák tevékenységi területétől. Ezzel a döntéssel a politikai helyzet további eszkalációját igyekeztek elkerülni, ugyanakkor jelezni akarták a német jelenlétet (Flagge zeigen). Az ágyúnaszád állapota és fegyverzete (mindössze két 10,5 cm-es és hat 37 mm-es löveggel felszerelve) a Panther nem jelenthetett különösebb fenyegetést. Agadirban csaknem három hetet töltött (1911. július 1-20.), anélkül, hogy a szárazföldön bármiféle vállalkozást végrehajtott volna. Agadir előtt a Berlin könnyűcirkáló és az Eber váltotta, majd folytatta az útját Németországba, és augusztus 19-én érkezett meg Hamburgba, ahonnan építésének helyszínére, Danzigba hajózott tovább és dokkba került. A Panther Marokkóba érkezése váltotta ki a második marokkói válságot és Európában megerősítette a háború kitörése felőli félelmeket.

#### További alkalmazása
A Panther 1912. január 5-én indult útnak ismét állomáshelyére, amit az európai németellenes sajtóban erős germanofób cikkekkel kommentáltak. Az Antwerpenben való megállást kihagyták és csak Southampton illetve Lisszabon érintésével haladt tovább. A libériai zavargások kitörése után 1912 novemberében az ország fővárosában, Monroviában sor került katonai bevetésére az állomáshelyre szintén kirendelt Eberrel és a Dél-Amerikából áthajózó Bremen könnyűcirkálóval kötelékben. Utolsó német egységként Libériát csak 1913 áprilisában hagyta el és ezt követően ismét mérési feladatokat végzett. 1913 Karácsonyát és Szilveszterét Kamerun előtt töltötte. Eközben került sor az Eberrel és a Hubert von Rebeur-Paschwitz altengernagy vezette „kikülönített divízióval” („Detachierte Division“) való találkozásra, melyhez a Kaiser és a König Albert csatahajók valamint a  Straßburg könnyűcirkáló tartozott. A divízió Német Délnyugat-Afrika érintése után átszelte a déli Atlanti-óceánt és a Horn-fokot megkerülve egészen Valparaísóig hajózott fel északra a chilei partok mentén. Hazafelé Argentínát és Brazíliát útba ejtve érkezett meg Németországba. A divízió út 1913. december 9-től 1914. június 17-ig tartott. A Panther 1914. április 21-én indult ismét haza újabb karbantartások elvégzéséhez és május 13-án érkezett meg Danzigba.

### Első világháború alatt és után

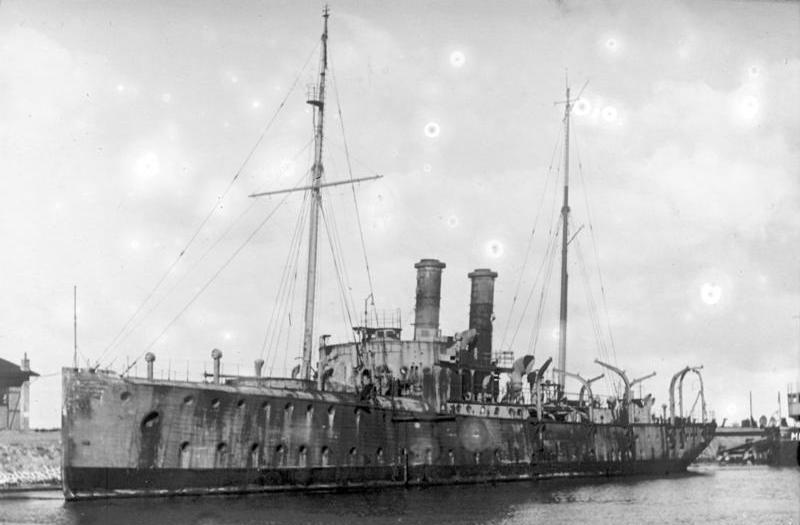
A szolgálatból kivont Panther 1931-ben

1914. július 9-én már ismét menetkész állapotban volt Kielben és a mexikói partokhoz tervezték irányítani. A feszült politikai helyzet miatt azonban nem indították útnak, így a háború kitörésekor a partvédelmi divízióhoz osztották be. 1914. augusztus 23-24-én az U 3 tengeralattjárót vontatta Gotland szigetének magasságáig, ahonnan az az orosz Balti Flotta ellen tevékenykedhetett. Ezt követően főként Kiel-Friedrichsortban állomásozott. 1917 augusztusában az Ærøsund-Flottilla zászlóshajója lett. A háború után, 1918. december 18-án kivonták a szolgálatból.
A kiöregedett ágyúnaszádot 1921 júliusában a Reichsmarine felvette az állományába. Lefegyverezve a hasonló technikai paraméterekkel rendelkező és mérési tevékenységeket végző hajóként (Vermessungsschiff) szolgálatba lépő Meteor kiképzőhajója lett. 1926. december 15-én végleg kivonták a szolgálatból, de csak 1931-ben törölték az állományból és ezután bontották szét.

## Parancsnokok
| 1902. március                         | Richard Eckermann korvettkapitány                         |
| 1903. június                          | Hans Seebohm sorhajóhadnagy képviseletben                 |
| 1903. július                          | Paul Jantzen sorhajóhadnagy korvettkapitánnyá előléptetve |
| 1905. június                          | Graf Walter von Saurma-Jeltsch korvettkapitány            |
| 1906. március                         | Wilhelm Timme korvettkapitány                             |
| 1907. október 31. – 1908. november 2. | Theodor Fuchs korvettkapitány                             |
| 1908. november                        | Wilhelm Most korvettkapitány                              |
| 1909. november                        | báró Karl von Müffling korvettkapitány                    |
| 1910. november – 1911. augusztus      | Behnisch korvettkapitány                                  |
| 1911. december                        | Karl Heine korvettkapitány                                |
| 1912. november                        | Witold Schnabel korvettkapitány                           |
| 1913. november                        | Walter Förtsch korvettkapitány                            |
| 1914. május                           | Heinrich Meyer sorhajóhadnagy                             |
| 1914. július                          | Walter Förtsch korvettkapitány                            |
| 1914. november                        | Axel Walter korvettkapitány                               |
| 1915. május                           | Carl Velten korvettkapitány                               |
| 1916. február                         | Karl Pungs sorhajóhadnagy                                 |
| 1916. május                           | Carl Velten korvettkapitány előléptetve fregattkapitánnyá |
| 1917. október                         | Günther Paschen korvettkapitány                           |
| 1917. december                        | báró Georg-Günther von Forstner sorhajóhadnagy            |
| 1918. január                          | Carl Velten fregattkapitány                               |
| 1918. június                          | Ernst Lassen tartalékos tengerészfőhadnagy                |
| 1918. augusztus-december              | Friedrich Lüring fregattkapitány                          |
| 1921. július                          | Fritz Conrad korvettkapitány                              |
| 1924. október – 1926. december        | Wilhelm Marschall sorhajóhadnagy                          |

## Fordítás
- Ez a szócikk részben vagy egészben  a   SMS Panther című angol Wikipédia-szócikk ezen változatának fordításán alapul.  Az eredeti cikk szerkesztőit annak laptörténete sorolja fel. Ez a jelzés csupán a megfogalmazás eredetét és a szerzői jogokat jelzi, nem szolgál a cikkben szereplő információk forrásmegjelöléseként.
- Ez a szócikk részben vagy egészben  a   SMS Panther (1901) című német Wikipédia-szócikk ezen változatának fordításán alapul.  Az eredeti cikk szerkesztőit annak laptörténete sorolja fel. Ez a jelzés csupán a megfogalmazás eredetét és a szerzői jogokat jelzi, nem szolgál a cikkben szereplő információk forrásmegjelöléseként.

## Linkek
- Panthersprung nach Agadir
- S.M.S. Panther Archiválva 2020. május 5-i dátummal a Wayback Machine-ben
- Gerhard Wiechmann: Die preußisch-deutsche Marine in Lateinamerika 1866–1914. Dissertation, 2000
- A  Crête-à-Pierrot-ról készült fénykép röviddel elsüllyedése előtt (1902. szeptember 6.). fotki.com A Crete a Pierot-ról készült fénykép röviddel elsüllyedése előtt (1902. szeptember 6.).